# Margaret Frances Wheeler
Margaret Frances Wheeler, även kallad Ulrica Wheeler, död 1907, var en brittisk kvinna, som länge hyllades som hjältinna under Sepoyupproret i Indien 1857.
Hon var dotter till general Sir Hugh Massy Wheeler och Frances Matilda Marsden. När Sepoyupproret bröt ut 1857 befann hon sig i Kanpur och var med om belägringen av Cawnpore. När britterna besegrades var hon med om massakern i Kanpur, då britterna massakrerades vid floden. Efter massakern fördes de flesta kvinnor och barn som överlevde som fångar till huset Bibighar, där de senare dödades i Bibigharmassakern. Hon blev dock istället tillfångatagen av en sowar (indisk soldat) som förde henne till sitt hem som sin personliga fånge. 
Att hon hade blivit tillfångatagen vid floden och förts bort av en kidnappare blev känt av britterna, eftersom ett indiskt vittne uppgav det för britterna efter att Kanpur hade återerövrats av britterna. Däremot var det inte känt vad som hade hänt henne efter detta. Britterna trodde länge att hon hade dödat sin kidnappare och därefter begått självmord. Detta betraktades som heroiskt, och omtalades mycket i brittisk press, där hon beskrevs som en brittisk hjältinna. Ulrica Margaret Wheeler blev en känd figur i den brittiska legendfloran om Sepoyupproret.
De brittiska myndigheterna listade henne officiellt som död. I själva verket tycks hon inte ha vare sig dött eller dödat sin kidnappare. Wheeler tilläts aldrig återvända till sin familj, utan levde till sin död 1907 i ett muslimskt äktenskap i ett harem. Britterna fick så småningom veta att hon var vid liv, men saken tystades ned, eftersom hon uppfattades kvarstå frivilligt i sitt äktenskap. 
Medan upproret pågick förekom många rykten om övergrepp mot brittiska kvinnor, något som mobiliserade britterna mot upproret, men när upproret väl var nedslaget tystades alla sådana rykten ned, eftersom det ansågs skamligt för brittiska kvinnor att ha blivit våldtagna av indier. 
Hon är känd som en av få brittiska kvinnor som överlevde Kanpurmassakern. En handfull kvinnor överlevde Satichaura Ghat-massakern utan att föras till Bibighar, och undvek därför Bibigharmassakern, eftersom de tillfångatogs av privatpersoner. Bland dem fanns Ulrica Wheeler, Amelia Horne, trumslagarhustrurna Eliza Bradshaw och Elizabeth Letts, och Eliza Fanthome.